# Gruppo Hero
Il Gruppo Hero è un'azienda multinazionale attiva nel settore agroalimentare.
Il gruppo opera in quattro differenti settori: frutta, alimenti per l'infanzia e per celiaci, barrette ai cereali e decorazioni per dolci; Hero dedica inoltre un canale alla fornitura alberghiera e produce linee personalizzate per alcune compagnie aeree.
Il Gruppo ha la propria sede in Svizzera ed è presente in oltre 50 paesi (30 con proprie strutture ed in altri 20 mediante l'export dei propri prodotti).

## La storia[2][3][4][5]
Fondata nel 1886 a Lenzburg, vicino Zurigo, da Gustav Henckell e Gustav Zeiler come "Conservenfabrik Henckell & Zeiler". L'azienda mantenne tale denominazione fino al 1889, anno della morte di Zeiler, al quale subentrò come azionista Carl Roth, ed assume la denominazione attuale (coniata unendo le prime due lettere dei cognomi dei soci) a partire dal 1910.
Dai primi anni del Novecento la Hero intraprese una prima fase di espansione internazionale con l'apertura delle prime filiali in Spagna, Paesi Bassi e Italia. Nel 1972 il Gruppo acquisisce l'azienda veronese LIDO - Industria Alimentare, che diviene Hero Italia Spa.
Nel 1995 Arend Oetker, imprenditore tedesco a cui fa capo Schwartau (brand leader nel mercato delle confetture in Germania), acquisisce la quota di maggioranza della Hero (ai tempi quotata alla borsa valori di Zurigo).
Hero Italia opera oggi principalmente nelle categorie delle confetture, dei succhi di frutta e nel settore delle barrette ai cereali. Da novembre 2008 Hero Italia è presente anche sul mercato dei prodotti senza glutine.
Nel 2012 l'azienda viene multata per 200 000 € dall'Autorità garante della concorrenza e del mercato per pubblicità ingannevole, in relazione alle marmellate della linea "Hero Diet", sia per la parola "diet" presente nel nome, sia per la dicitura "senza zuccheri aggiunti" riportata sull'etichetta dei barattoli.